# Lorenzo Lamas
Lorenzo Lamas y de Santos (sinh ngày 20 tháng 1 năm 1958) là một diễn viên Mỹ. Lamas được biết đến với các vai Lance Cumson trong soap opera Falcon Crest thập niên 1980, Reno Raines trong crime drama thập niên 1990 Renegade, và Hector Ramirez trong vở soap opera The Bold and The Beautiful. Lamas xuất hiện trong reality television, giữ vai trò Are You Hot? của ABB và hiện đang đóng trong Leave it to Lamas, một series về cuộc sống gia đình thực của anh.